# Jacques Boucher de Crèvecœur de Perthes

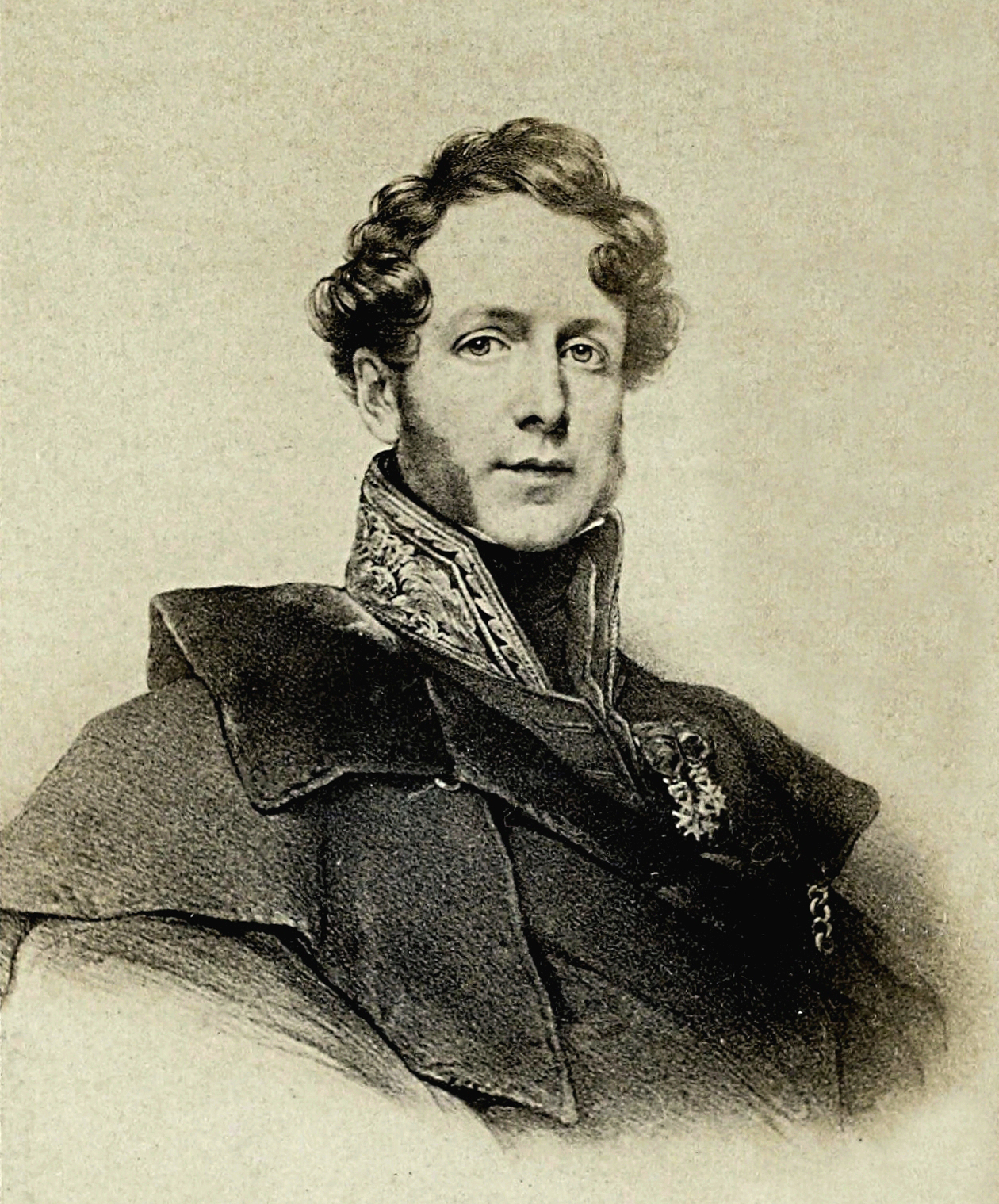
Boucher de Perthes em 1833

Jacques Boucher de Crèvecœur de Perthes (pronúncia em francês: [ʒak buʃe d(ə) kʁɛvkœʁ də pɛʁt]; 10 de setembro de 1788 - 5 de agosto de 1868), às vezes referido como Boucher de Perthes, era um arqueólogo e antiquário francês notável pela sua descoberta, em 1830, de ferramentas de pedra nos cascalhos do vale do  Somme.

## Vida
Nascido em Rethel, nas Ardenas, era o filho mais velho de Jules Armand Guillaume Boucher de Crèvecœur, botânico e oficial alfandegário, e de Etienne-Jeanne-Marie de Perthes. Em 1802, ele entrou para o governo como funcionário da alfândega. Suas funções o mantiveram por seis anos na Itália, mas ao retornar em 1811 ele encontrou uma rápida promoção em casa, e finalmente foi nomeado, em março de 1825, para suceder seu pai como diretor da douane (estância aduaneira) em Abbeville, onde ele permaneceu para o resto de sua vida.

## Arqueologia
Seu tempo de lazer era principalmente dedicado ao estudo do que mais tarde foi chamado de Idade da Pedra e do homem antediluviano, como ele o expressou. Por volta do ano de 1830, ele havia encontrado, nos cascalhos do vale do Somme, pederneiras que, em sua opinião, apresentavam evidências de obra humana; mas só muitos anos depois ele tornou pública a importante descoberta de um instrumento de sílex trabalhado com restos de elefante e rinoceronte nos cascalhos de Menchecourt.
Em 1847, ele iniciou a edição de sua monumental obra em três volumes, Antiquités celtiques et antédiluviennes, uma obra na qual foi o primeiro a estabelecer a existência do homem no Pleistoceno ou no início do período quaternário. Suas opiniões receberam pouca aprovação, em parte porque ele já havia proposto teorias sobre a antiguidade do homem sem fatos para apoiá-las, em parte porque as figuras em seu livro foram mal executadas e incluíam desenhos de pederneira que não mostravam nenhum sinal claro de modificação intencional.
Em 1855, o Dr. Marcel Jérôme Rigollot de Amiens defendeu fortemente a autenticidade dos instrumentos de pederneira; mas foi só em 1858 que Hugh Falconer viu a coleção em Abbeville e induziu Sir Joseph Prestwich no ano seguinte a visitar a localidade. Prestwich então concordou definitivamente que os instrumentos de pedra eram obra do homem e que ocorriam em solo não perturbado em associação com restos de mamíferos extintos.
Charles Lyell não só confirmou os enormes períodos de tempo geológico das estratificações, mas indicou que o planalto de giz da Picardia, na França, havia sido conectado às terras de giz de Kent, na Inglaterra e que o estreito de Dover ou Pas de Calais foi o resultado recente de forças de erosão complexas de muito longo prazo.
Embora Boucher de Perthes tenha sido o primeiro a estabelecer que a Europa havia sido povoada pelo homem primitivo, ele não foi capaz de apontar o período preciso, porque o quadro de referência científico não existia então. Hoje, os machados do distrito do rio Somme são amplamente aceitos como tendo pelo menos 500.000 anos e, portanto, o produto de populações de Neandertal, enquanto algumas autoridades pensam que podem ter até um milhão de anos e, portanto, estar associados ao Homo erectus.

## Legado
Em 1954, o Museu Boucher de Perthes foi inaugurado em Abbeville, com coleções que abrangem uma ampla gama de materiais e períodos.
Em seu romance Viagem ao Centro da Terra (1864), Júlio Verne faz referência a Boucher de Perthes após o Professor Lindenbrock, Axel e Hans descobrirem cabeças humanas "antediluvianas" em uma praia próxima ao centro da Terra.